# 裸喉鋸魴鮄
裸喉鋸魴鮄，為輻鰭魚綱鮋形目牛尾魚亞目角魚科的其中一種，分布於西南大西洋區，從巴西南部至阿根廷海域，棲息深度15-200公尺，體長可達22公分，為底棲性魚類，屬肉食性，可做為食用魚。